# Pave Maijanen
Pave Maijanen (Lappeenranta, 5 september 1950 – 16 januari 2021), ook bekend onder de pseudoniemen Maijanen Paavo en Maija Paavonen, was een Fins popzanger en muziekproducer.

## Biografie
Maijanen startte zijn muzikale carrière op veertienjarige leeftijd in de band The Top Cats. Nadien speelde hij in verschillende bands, met als bekendste Mielikummitus. Zijn eerste solowerk kwam er in 1975. Begin jaren tachtig richtte hij de band Pave's Mistakes op, waarmee hij twee albums uitbracht. Met de solo-albums Tanssivat kengät (1983), Maijanen (1984), Palava sydän (1985) en Maailman tuulet (1987) had hij groot commercieel succes. Bekende hits van Maijanen zijn Aiaiai, Lähtisitkö, Jano, Joki ja meri, Elämän nälkä en Ikävä.
Hij vertegenwoordigde zijn vaderland op het Eurovisiesongfestival 1992 in het Zweedse Malmö, alwaar hij met Yamma-yamma op de laatste plaats eindigde. Het betekende een dieptepunt in zijn carrière, waarna hij zich meer ging richten op zijn werk als producer. Niettemin bleef hij ook optreden. Met de band Mestarit Areenalla pikte hij terug aan bij de successen van weleer. Daarnaast zong hij themanummers van televisieseries en films in. Zo is het Finstalige openingslied van DuckTales van zijn hand.
Nadat Maijanen in 2018 werd gediagnosticeerd met de ziekte ALS stopte hij als muzikant. Maijanen overleed in januari 2021 aan de gevolgen van de ziekte.

## Albums (selectie)
- Tanssivat kengät (1983)
- Maijanen (1984)
- Palava sydän (1985)
- Maailman tuulet (1987)
- Maya: Would You (1987)
- Kuutamokeikka (1990)
- No Joking (1991)
- Sirkus saapuu tivoliin (1994)
- Kohti uutta maailmaa (1998)
- Mustaa valkoisella (2000)
- Kaikessa rauhassa (2010)

- International Standard Name Identifier: 0000 0003 7285 3478
- MusicBrainz: f10fc77d-66da-4a84-92fb-4e9b3d46187a
- Virtual International Authority File: 39587555

1961: Laila Kinnunen · 
1962: Marion Rung · 
1963: Laila Halme · 
1964: Lasse Mårtenson · 
1965: Viktor Klimenko · 
1966: Ann-Christine Nyström · 
1967: Fredi · 
1968: Kristina Hautala · 
1969: Jarkko & Laura · 
1971: Markku Aro & Koivistolaiset · 
1972: Päivi Paunu & Kim Floor · 
1973: Marion Rung · 
1974: Carita · 
1975: Pihasoittajat · 
1976: Fredi & The Friends · 
1977: Monica Aspelund · 
1978: Seija Simola · 
1979: Katri Helena · 
1980: Vesa-Matti Loiri · 
1981: Riki Sorsa · 
1982: Kojo · 
1983: Ami Aspelund · 
1984: Kirka · 
1985: Sonja Lumme · 
1986: Kari Kuivalainen · 
1987: Vicky Rosti & Boulevard · 
1988: Boulevard · 
1989: Anneli Saaristo · 
1990: Beat · 
1991: Kaija · 
1992: Pave · 
1993: Katri Helena · 
1994: CatCat · 
1996: Jasmine · 
1998: Edea · 
2000: Nina Åström · 
2002: Laura · 
2004: Jari Sillanpää · 
2005: Geir Rönning · 
2006: Lordi · 
2007: Hanna Pakarinen · 
2008: Teräsbetoni · 
2009: Waldo's People · 
2010: Kuunkuiskaajat · 
2011: Paradise Oskar · 
2012: Pernilla Karlsson · 
2013: Krista Siegfrids · 
2014: Softengine · 
2015: Pertti Kurikan Nimipäivät · 
2016: Sandhja · 
2017: Norma John · 
2018: Saara Aalto · 
2019: Darude feat. Sebastian Rejman · 
2021: Blind Channel · 
2022: The Rasmus · 
2023: Käärijä · 
2024: Windows95Man ·
2025: Erika Vikman